# Sagara Yorifusa
Sagara Yorifusa est un nom japonais traditionnel ; le nom de famille (ou le nom d'école), Sagara, précède donc le prénom (ou le nom d'artiste) Yorifusa.
Sagara Yorifusa (相良 頼房, Sagara Yorifusa, 24 mai 1574-13 juin 1636), également connu sous le nom de Sagara Nagatsune (相良 長毎), est un daimyo (seigneur japonais) de la période Sengoku.
Second fils de Sagara Yoshiharu, Yorifusa est envoyé comme otage du clan Shimazu au moment de la mort de son père et de la soumission de son clan. Son frère Tadafusa reprend alors la tête de la famille, dirigeant le château de Hitoyoshi dans la province de Higo. Lorsque ce dernier décède, en 1585, Yorifusa prend la tête de la famille, à l'âge de 12 ans. L'année suivante, le clan Shimazu, auquel le clan Sagara est soumis, est attaqué par Toyotomi Hideyoshi lors de la campagne de Kyūshū. Après la victoire de Hideyoshi, il se soumet à ce dernier, et le clan Sagara est maintenu dans son domaine. Par la suite, Yorifusa participe à la campagne d'invasion de la Corée.
Lors de la campagne de Sekigahara, il se rallie officiellement aux armées de l'Ouest d'Ishida Mitsunari, participant à la défense du château d'Ōgaki mais laisse entrer les forces de Ieyasu Tokugawa. Durant la période Edo, il est maintenu au château de Hitoyoshi et devient daimyo du domaine éponyme, aux revenus de 20 000 koku.